# Orakel
Orakel es el décimo álbum lanzado por el productor de complextro Aleksander Vinter, y el octavo bajo el alias de Savant. El mismo fue lanzado el 11 de diciembre de 2013 de forma independiente.

## Lista de canciones
| N.º     | Título              | Duración |  |
| 1.      | «Orakel»            | 2:01     |  |
| 2.      | «Spacewolfe»        | 5:54     |  |
| 3.      | «Origin»            | 5:55     |  |
| 4.      | «Sawchain»          | 4:00     |  |
| 5.      | «How I Roll»        | 4:30     |  |
| 6.      | «Penguins»          | 5:15     |  |
| 7.      | «Valley of Shadows» | 3:41     |  |
| 8.      | «Awakening Wonders» | 0:56     |  |
| 9.      | «Prophecy»          | 3:53     |  |
| 10.     | «Organismical»      | 4:03     |  |
| 11.     | «Snake Eyes»        | 3:07     |  |
| 12.     | «Rave Life»         | 6:09     |  |
| 13.     | «Legacy»            | 3:56     |  |
| 14.     | «Valkyrie»          | 4:14     |  |
| 15.     | «Stargate»          | 5:49     |  |
| 16.     | «Red Claw»          | 4:47     |  |
| 17.     | «Reggaetron»        | 2:47     |  |
| 18.     | «Soap»              | 3:32     |  |
| 19.     | «Survive»           | 3:11     |  |
| 20.     | «Air Balloon»       | 3:44     |  |
| 21.     | «Rapture»           | 5:08     |  |
| 1:26:41 |                     |          |  |